# Patricia Keating
Patricia Keating is hoogleraar taalkunde aan de Universiteit van Californië - Los Angeles (UCLA). In 1980 behaalde ze haar Doctor of Philosophy aan de Brown-universiteit in Rhode Island. Ze is gespecialiseerd in de fonetiek en heeft tegenwoordig de leiding over het Fonetisch Laboratorium van de UCLA. Ze is het bekendst van haar onderzoek op twee deelgebieden van de fonetiek. Samen met Cécile Fougeron ontdekte ze het effect waardoor de articulatie van medeklinkers wordt versterkt aan het begin van prosodische eenheden. Op het theoretische vlak vond ze het "raammodel"  voor de coarticulatie uit.
Keating is getrouwd met taalkundige Bruce Hayes.